# Massacre dans la prison de Mokotów
Le massacre dans la prison de Mokotów est une tuerie de masse des détenus de la prison de Mokotów à Varsovie effectuée par les Allemands le deuxième jour de l’insurrection de Varsovie. Le 2 août 1944, les soldats du bataillon de réserve Panzergrenadier de la SS exécutent environ 600 prisonniers sur le terrain de la prison de la rue Rakowiecka (pl). C'est l’un des plus grandes crimes faits par les Allemands à Mokotów pendant l’insurrection de Varsovie. Lors d’un massacre, une partie des prisonniers résistent aux SS. Quelques centaines d'entre eux parviennent à s’échapper dans la zone contrôlée par les insurgés.

## Avant l’insurrection
Peu après l’entrée des Allemands à Varsovie (le 28 septembre 1939), l’établissement pénitentiaire polonais de la rue Rakowiecka est adapté aux besoins de l’occupant. Gerichtsgefängnis in der Rakowieckastrasse 37 est désormais la prison soumise aux tribunaux d’exception allemands (Sondergericht), et après avoir purgé leur peine, les prisonniers restent sous le contrôle de la Gestapo. Dans la prison, sont détenus les prisonniers soumis aux tribunaux d’exception, mais également les officiers de l’Armée polonaise qui ont manqué à l'obligation de s'enregistrer auprès des autorités allemandes, les criminels économiques ou les Allemands condamnés pour des infractions pénales. La prison se remplit vite, et le nombre des détenus dépasse largement la capacité des cellules. Les nombreux employés polonais de la prison coopèrent clandestinement avec le Service de la Victoire Polonaise, ultérieure Armée de l’intérieur. Grâce à leur aide, les nombreuses personnes engagées dans les activités clandestines parviennent à quitter la prison.  
En été 1944, la prison est administrée par le commissaire Hitzinger. Le 23 juillet, le front de l'Est s’approchant, on commence à libérer les prisonniers condamnés aux peines inférieures à 5 ans d’emprisonnement – entre autres les Allemands et les volksdeutsches, ensuite les Polonais. Dans les cinq jours suivant, 655 personnes sont libérées, dont environ 300 Polonais. À la suite de la corruption parmi les autorités pénitentiaires, Hitzinger ordonne des suspendre la libération des détenus. Le 1er août, une heure avant le déclenchement de l’insurrection, 11 prisonniers sont encore relâchés.
Selon les registres de l'inspecteur judiciaire Kirchner, sous-directeur de la prison, au moment du déclenchement de l'insurrection de Varsovie, la prison de la rue Rakowiecka compte 794 prisonniers, dont 41 mineurs.

## Heure H
La rue Rakowiecka est l'un des foyers de la résistance les plus importants à Mokotów Le 1er août 1944, les insurgés de la région IV de l'Armée de l’intérieur (District V « Mokotów ») attaquent les positions allemandes tout au long de la rue Rakowiecka et entre autres la SS-Stauferkaserne, la caserne des pilotes (Flakkaserne) à l'entrée de la rue Puławska (pl), l'immeuble de l'université des sciences (pol. Szkoła Główna Gospodarstwa Wiejskiego, SGGW) et les batteries d’artillerie antiaérienne au Pole Mokotowskie.
Une compagnie d’assaut, dirigée par Antoni Figura „Kot” du régiment „Baszta” est chargée de l'assaut de la prison et des immeubles avoisinants. Cette unité compte environ 80 soldats (y compris les ambulancières) qui disposent d'un armement très modeste – 3 pistolets-mitrailleurs, 20 fusils, 15 pistolets, 130 grenades et 30 cocktails Molotov.
Les soldats de l’Armée de l’intérieur s'emparent du bâtiment administratif, mais ils ne parviennent pas jusqu'aux bâtiments pénitentiaires. Lors de la bataille, le lieutenant « Kot » est gravement blessé. Les renforts allemands de la caserne de la SS stoppent l'attaque, désarment et arrêtent les gardiens polonais. D’après le rapport du sous-directeur de la prison, 9 Allemands sont morts et 17 autres blessées.
Malgré le feu des Chars de combat, les insurgés résistent dans le bâtiment administratif jusqu’au matin du 2 août, où ils sont forcés à la retraite. Les Allemands exécutent les soldats de l’Armée de l'intérieur blessés et capturés.

## Massacre
Le 2 août, l’inspecteur judiciaire Kirchner est nommé directeur de la prison par intérim. À 11 heures, il est convoqué à la caserne de la SS, où l'Obersturmführer-SS Martin Patz, commandant du 3e bataillon de réserve Panzergrenadier de la SS, l'informe que le général Rainer Stahel dirigeant la garnison de Varsovie a ordonné de liquider les prisonniers. Cette décision est confirmée aussi par l'Oberführer-SS Paul Otto Geibel (pl), chef supérieur de la SS et de la Police du district de Varsovie, qui a ordonné de fusiller également les gardiens polonais. Kirchner a établi aussi un bulletin de prise en charge selon lequel tous les détenus de la prison de Mokotów passent sous le contrôle de Patz,.
L’après-midi, les SS entrent dans la prison. Ils notent les noms des prisonniers de toutes les cellules et font sortir environ 60 hommes des deux sections du rez-de-chaussée et leur ordonnent de creuser trois tranchées d'une longueur de 25-30 mètres et d’environ 2 mètres de largeur et de profondeur,. La première tranchée se trouve le long du mur du pavillon X, du côté de la laverie. La deuxième, à la cour de promenade du côté de la rue Aleja Niepodległości et la troisième, à la cour de promenade du côté de la rue Kazimierzowska. Pendant que les prisonniers travaillent, les soldats allemands boivent de la vodka. Le travail fini, tous les prisonniers qui creusaient les tranchées sont fusillés.
Les Allemands commencent ensuite à liquider le reste des prisonniers qui sont sortis des cellules et conduit vers les tranchées et exécutés d'une balle dans la nuque. Les détenus des sections 1 et 2 (les sections d’arrêt), y compris quelques adolescents de 12 à 14 ans, sont exécutés les premiers. Suivent les patients de l’infirmerie. Les sections 8 (les récidivistes), 10 (les prisonniers avec les peines lourdes), 11, 3 et 5sont ensuite vidées. Les fosses communes sont vite remplies. Les SS fusillent le reste des prisonniers au-delà des murs de la prison (de l’autre côté de la rue Rakowiecka). Pendant les quelques heures du massacre plus de 600 prisonniers sont tués,.
"J’ai entendu les SS s’approchant de ma cellule et je me suis caché sous le lit (...) Un officier SS a levé le lit, a commencé à me donner des coups de pied et m’a fait sortir (...) On m’a emmené vers la tranchée à côté de la chaufferie dans la cour de promenade du côté de la rue Aleja Niepodległości. Le SS m’a ordonné de me tourner vers la tranchée, il a tiré et m’a donné un coup de pied. La balle a traversé derrière mon oreille (j’ai entendu le sifflement) et je suis tombé, face contre les corps. J’entendais les coups et l’achèvement des blessés qui se bougeaient. À un moment, je ne pouvais plus supporter le poids des corps et j’ai décidé de me lever et finir ma vie. J’étais sûr que les SS allaient me fusiller. J’ai vu qu’il n’y avait personne autour de moi. Je suis sorti avec peine de la pile des cadavres" - le témoignage d’Antoni Józef Porzygowski.

## Révolte des prisonniers
Le massacre qui a lieu dans la cour est bien visible des fenêtres des cellules et les Polonais qui l’observent comprennent que leur mort est scellée. Ils n'ont donc plus rien à perdre. Les prisonniers des sections 6 et 7, au deuxième étage décident de se révolter. Dans la section 6 les prisonniers enfoncent les portes des cellules ou font des trous dans les murs avec les bancs et sortent dans le corridor. Ils mettent ensuite le feu aux paillasses pour faire fuir les Allemands. Dans la section 7, les prisonniers parviennent à tuer quelques officiers et s'emparent de leurs armes. Tout le deuxième étage est barricadé et les prisonniers de la section 9 (les mineurs) sont libérés. Surpris, les Allemands, se retirent,.
La nuit, sous le couvert de l’obscurité et de la pluie torrentielle, les prisonniers se déplacent vers le grenier, gagnent le toit, et descendent sur le mur autour de la prison. Des civils riverains amènent des échelles pour aider les prisonniers. 200 à 300 prisonniers parviennent à s’échapper.

## Épilogue
Du 16 au 21 avril 1945, des travaux d'exhumation sont entrepris sur le terrain de la prison et environ 700 corps sont mis à jour. Certains d'entre eux, ensevelis après le massacre des prisonniers de Mokotów, ont été exécutés dans la prison provisoire de la Stauferkaserne).
À l’exception des ceux rendus à leur famille, les corps sont inhumés dans 8 fosses communes dans l'avenue Niepodległości. En décembre 1945, les corps sont ré-inhumés dans la tombe des insurgés, au Cimetière de Powązki.
En 1978, devant le tribunal de Cologne, il commence le procès de l'Obersturmführer Martin Patz, surnommé « le boucher de Mokotów ». En février 1980, Patz est déclaré coupable et condamné à 9 ans de prison.

## Sources
- (pl) Cet article est partiellement ou en totalité issu de l’article de Wikipédia en polonais intitulé « Masakra w więzieniu mokotowskim » (voir la liste des auteurs).